# Hyblaea joiceyi
Hyblaea joiceyi is een vlinder uit de familie van de Hyblaeidae. De wetenschappelijke naam van de soort is voor het eerst geldig gepubliceerd in 1919 door Louis Beethoven Prout.